# Andrea Weiss

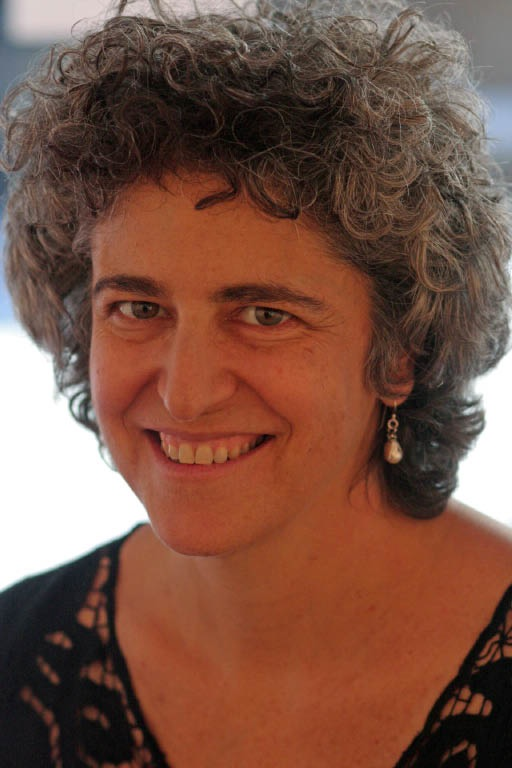
Andrea Weiss (2007)

Andrea Weiss (* 1956 in Bristol, Pennsylvania) ist eine US-amerikanische Dokumentarfilmerin, Autorin und Kulturhistorikerin. Für ihre Recherche für den Dokumentarfilm Before Stonewall: The Making of a Gay and Lesbian Community wurde sie mit dem Emmy Award ausgezeichnet.

## Leben
Andrea Weiss studierte Englisch und Women’s Studies an der State University of New York in Binghamton und schloss 1977 mit einem B.A. ab. Darauf folgte ein Master der Geschichte an der Rutgers University, offiziell The State University of New Jersey, an der sie 1991 ihren Doktor in Geschichte machte.
Mit ihrer Partnerin Greta Schiller gründete Weiss 1984 die Filmproduktionsfirma Jezebel Productions, die viele ihrer Filme produzierte.
Als Autorin veröffentlichte Weiss Bücher wie Flucht ins Leben: Die Erika und Klaus Mann-Story (Rowohlt, 2000, engl. In The Shadow of the Magic Mountain: The Erika and Klaus Mann Story) über die Geschwister Erika und Klaus Mann und Paris war eine Frau (Rowohlt, 1998, engl. Paris Was a Woman). Für Paris was a Woman erhielt sie 1996 den Lambda Literary Award in der Kategorie Photography/Visual Arts. Ihre Bücher sind außerdem in französischer, spanischer, deutscher, koreanischer, schwedischer, japanischer, slowenischer und kroatischer Übersetzung erschienen.
Nach Stationen in London, Berlin und Barcelona lebt Weiss wieder in den USA. Seit 2003 ist sie Professorin für Film am Department of Media and Communication Arts am City College of New York.

## Bibliografie
- Before Stonewall, Co-Autorin Greta Schiller (Naiad Press, 1987)
- Vampires & Violets. Frauenliebe und Kino, Edition Ebersbach, 1995, ISBN 3-905493-75-6, engl. Vampires & Violets: Lesbians in Film, Penguin, 1993
- Paris war eine Frau, Rowohlt, 1998, ISBN 3-499-22257-4, engl. Paris Was a Woman, Harper Collins in 1995
- Flucht ins Leben: Die Erika und Klaus Mann-Story, Rowohlt, 2000, ISBN 3-499-22671-5, engl. In The Shadow of the Magic Mountain: The Erika and Klaus Mann Story, University of Chicago Press, 2008

## Filmografie
- 1985: Before Stonewall (Forschungsdirektorin)
- 1986: International Sweethearts Of Rhythm (Produzentin/Regisseurin)
- 1988: Tiny & Ruby: Hell Divin’ Women (Produzentin/Regisseurin)
- 1995: Paris Was a Woman (Autorin/Produzentin)
- 1996: A Bit Of Scarlet (Autorin/Regisseurin/Redakteurin)
- 1998: Seed Of Sarah (Produzentin/Regisseurin/Redakteurin)
- 2001: Escape To Life: The Erika And Klaus Mann Story (Autorin/Regisseurin/Redakteurin)
- 2002: I Live At Ground Zero (Produzentin/Redakteurin)
- 2003: Recall Florida (Autorin/Produzentin/Redakteurin)
- 2008: U.N. Fever (Produzentin/Regisseurin/Redakteurin)